# フォーダム・ロード駅 (IRTジェローム・アベニュー線)
フォーダム・ロード駅 (Fordham Road) はニューヨーク市地下鉄IRTジェローム・アベニュー線の駅である。ブロンクス区ユニバーシティ・ハイツとフォーダムに跨がるフォーダム・ロードとジェローム・アベニューの交差点に位置し、4系統が終日停車する。

## 駅構造
| P ホーム階 | 相対式ホーム、右側ドアが開く | 相対式ホーム、右側ドアが開く                                                                                           |
| P ホーム階 | 北行緩行線                   | ← ウッドローン駅行き（キングスブリッジ・ロード駅）                                                                     |
| P ホーム階 | 混雑方向急行線               | → 定期列車設定なし |
| P ホーム階 | 南行緩行線                   | → ユーティカ・アベニュー駅行き（183丁目駅）→ 深夜帯：ニューロッツ・アベニュー駅行き（183丁目駅）→                      |
| P ホーム階 | 相対式ホーム、右側ドアが開く | |
| M          | 改札階                       | 改札口、駅員詰所、メトロカード自動販売機 （ジェローム・アベニュー-フォーダム・ロード交差点の南東角にエレベーターあり） |
| G          | 地上階                       | 出入口 |

駅は1917年6月2日のジェローム・アベニュー線149丁目-グランド・コンコース駅 - キングスブリッジ・ロード駅間の開業と共に開業した。相対式ホーム2面と緩行線2線・急行線1線を有した2面3線の高架駅で、急行線は定期旅客列車の設定は無い。

### 出口
改札口はホーム下にあり、南北ホームから階段が接続している。改札口からはフォーダム・ロードとジェローム・アベニューの交差点北東・北西・南東・南西に階段がそれぞれ1つずつ接続している。また、同交差点南東へはエレベーターも接続しており、当駅はADAに準拠している。